# Fanias
Fanias de Ereso (en griego antiguo Φαινίας ὁ Ἐρέσιος) fue un historiador y filósofo griego de la isla de Lesbos, de gran importancia por haber sido un inmediato sucesor, así como comentarista, de Aristóteles. Llegó a Atenas alrededor del año 332 a. C. y se unió a su compatriota Teofrasto, de la escuela peripatética. Escribió las obras tituladas Analytica, Categoriae y De interpretatione, que parafraseaban o criticaban las obras de Aristóteles. Parece que las obras, en sí mismas, añadieron poco a los propios escritos de Aristóteles. Alejandro de Afrodisias hace referencia a una de sus obras, y Ateneo le cita en el tratado El banquete de los eruditos.
Aparte de la filosofía, llevó a cabo junto con Teofrasto las investigaciones físicas de Aristóteles. Ateneo le cita frecuentemente en su trabajo sobre botánica, en el que manifiesta un gran celo en las definiciones y en la exactitud de las observaciones.
Sabemos por Plutarco, a través de la Vida de Temístocles, que Fanias gozaba de un gran prestigio como historiador. Su principal obra en este campo es Prytaneis Eresii, que pudo ser una historia de su ciudad natal, o bien una historia general de Grecia estructurada de acuerdo con el periodo de magistratura eresia. Escribió también obras sobre los tiranos de Sicilia y sobre la tiranía en general. El valor de estas obras queda atestiguada por la frecuencia con la que se les cita en cuestiones de cronología (por ejemplo, por Plutarco, Sulelas y Ateneo). Contribuyó a la historia de la literatura griega mediante obras sobre los poetas y los filósofos socráticos.
Fanias de Ereso fue también uno de los primeros en realizar colecciones sistemáticas sobre una historia musical griega. Sus tratados, hoy perdidos, eran piezas clave para los compiladores de tiempos imperiales, como Ateneo o pseudo-Plutarco.